# União das Populações dos Camarões
A União das Populações dos Camarões (em francês:  Union des populations du Cameroun, UPC) é um partido político camaronês fundado em 10 de abril de 1948 visando obter a independência para os Camarões. Posteriormente banido e reprimido, lançou-se numa luta armada contra a administração francesa em 1955. Após a proclamação da independência em 1 de janeiro de 1960, a UPC, destituída do poder, considerou que a independência concedida pela França era apenas uma farsa e desencadeia uma insurreição para derrubar o novo regime. Esta guerra civil não terminaria completamente até por volta de 1970.